# Maïmouna Bah Sangaré
Pour les articles homonymes, voir Maïmouna Bah et Bah.
Hadja Maïmouna Bah Sangaré  est une médecin et femme politique guinéenne.

## Carrière
Chef de service de médecine interne du CHU Ignace-Deen dans les années 1990, puis directrice générale de cet hôpital, elle est ensuite ministre de la Santé publique au sein du gouvernement Kouyaté du 28 mars 2007 au 20 mai 2008.
Elle est membre du Lions Club International et présidente de l'Association guinéenne d'éducation et d'aide aux personnes diabétiques.